# 13092 Schrödinger
För andra betydelser, se Schrödinger (olika betydelser).
13092 Schrödinger eller 1992 SS16 är en asteroid i huvudbältet som upptäcktes den 24 september 1992 av de båda tyska astronomen Freimut Börngen och Lutz D. Schmadel vid Tautenburg-observatoriet. Den är uppkallad efter fysikern Erwin Schrödinger.
Asteroiden har en diameter på ungefär 2 kilometer.